# Gora Levitana
Gora Levitana (englische Transkription von russisch Гора Левитана Gora Lewitana) ist ein Nunatak im westantarktischen Queen Elizabeth Land. In der Neptune Range der Pensacola Mountains ragt er unmittelbar östlich des Madey Ridge auf.
Russische Wissenschaftler benannten ihn. Der Namensgeber ist nicht überliefert.